# Station Frankfurt (Main) Galluswarte
Frankfurt (Main) Galluswarte is een station van de S-Bahn Rhein-Main in de Duitse stad Frankfurt am Main. Het station is gelegen in het stadsdeel Gallus. Galluswarte ligt aan de Spoorlijn Kassel - Frankfurt, de S-Bahn-lijnen S3, S4, S5 en S6 stoppen hier.

## Galluswarte
Het station behoort tot stationscategorie 4 en werd geopend op 28 mei 1978. Het bestaat uit twee perronsporen van de Homburgspoorlijn, die zich op een 96 centimeter hoog centraal perron bevinden, en twee doorgaande sporen van de Main-Weserspoorlijn. Een aftakking van het hoofdvrachtstation sluit daar aan op de lijn, die nu is gesloten. Aan de zuidkant van het station verdeelt de Main-Weser-Bahn zich in de opritten naar Hauptbahnhof, de aansluiting op de Main-Neckar-Bahn en de aansluiting op de Taunus-Eisenbahn.

## Locatie
Het station ligt hoog aan de Günderrodestrasse en strekt zich uit van de Mainzer Landstrasse tot aan de Frankenallee. Het perron is vanaf beide straten bereikbaar via roltrappen.

## Verbinding
Het station wordt uitsluitend bediend door de S-Bahn-lijnen S3, S4, S5 en S6. De intercity en regionale treinen rijden door op de Main-Weser-Bahn. Er zijn hier geen platforms.
Beneden het station, aan de Mainzer Landstrasse, kunnen reizigers overstappen op tramlijnen 11, 14 en 21 en op buslijn 52. Door over te stappen van de tram bij Galluswarte, worden West-Gallus en Noord-Griesheim aangesloten op het Frankfurt-snelvervoernetwerk.
Messe · Galluswarte · Hauptbahnhof · Taunusanlage · Hauptwache · Konstablerwache · Ostendstraße · Lokalbahnhof · Südbahnhof · Mühlberg · Westbahnhof · Flughafen Fernbahnhof · Flughafen Regionalbahnhof